# Giant Kenda Cycling Team/Saison 2011
Dieser Artikel listet Erfolge und Mannschaft des Radsportteams Giant Kenda Cycling Team in der Saison 2011 auf.

## Erfolge in der UCI Asia Tour
Bei den Rennen der UCI Asia Tour im Jahr 2011 gelangen dem Team nachstehende Erfolge.
| Datum             | Rennen                         | Kat. | Sieger              |
| ----------------- | ------------------------------ | ---- | ------------------- |
| 26. März          | 7. Etappe Tour de Taiwan       | 2.2  | Rico Rogers         |
| 9. Juli           | 8. Etappe Tour of Qinghai Lake | 2.HC | Rico Rogers         |
| 10. September     | 1. Etappe Tour of China        | 2.1  | Rico Rogers         |
| 10.–20. September | Gesamtwertung Tour of China    | 2.1  | Murodjon Xolmurodov |

## Erfolge in der UCI Europe Tour
Bei den Rennen der UCI Europe Tour im Jahr 2011 gelangen dem Team nachstehende Erfolge.
| Datum   | Rennen                | Kat. | Sieger        |
| ------- | --------------------- | ---- | ------------- |
| 28. Mai | 7. Etappe An Post Rás | 2.2  | Martyn Irvine |
| 29. Mai | 8. Etappe An Post Rás | 2.2  | David McCann  |

## Zugänge – Abgänge
| Zugänge                               | Team 2010                              | Abgänge                         | Team 2011          |
| ------------------------------------- | -------------------------------------- | ------------------------------- | ------------------ |
| David O’Loughlin                      | An Post-Sean Kelly                     | Rahim Ememi                     | Azad University    |
| Yin Chih Wang                         | CKT TMIT-Champion System               | Eugen Wacker                    | LeTua Cycling Team |
| Jai Crawford                          | Fly V Australia                        | Rasoul Barati                   | Unbekannt          |
| Sergei Kudenzow                       | Polygon Sweet Nice                     | Chun Te Chiang                  | Unbekannt          |
| Martyn Irvine                         | Planet X                               | Jiun Yan Lai                    | Unbekannt          |
| Po Yu Chen                            | Neoprofi                               | Kuan Hua Lai                    | Unbekannt          |
| Shao Yung Chiang                      | Neoprofi                               | Prajak Mahawong                 | Unbekannt          |
| Wen Chung Huang                       | Neoprofi                               | Po Yu Chen (bis 25. Juni)       | Unbekannt          |
| Ryan Sherlock                         | Neoprofi                               | Matthew Sillars (bis 25. Juni)  | Unbekannt          |
| Matthew Sillars                       | Neoprofi                               | Alex Coutts (bis 31. Juli)      | Unbekannt          |
| Shih Chang Huang (ab 1. Juli)         | Neoprofi                               | Yen Lin Huang (bis 31. Juli)    | Unbekannt          |
| Eugen Wacker (ab 1. Juli)             | LeTua Cycling Team                     | David O’Loughlin (bis 31. Juli) | Unbekannt          |
| Murodjon Xolmurodov (ab 1. September) | Centri della Calzatura-Partizan (2008) |                                 |                    |

## Mannschaft
| Name                | Geburtstag         | Nationalität      |
| ------------------- | ------------------ | ----------------- |
| Wei Kei Chang       | 14. Oktober 1985   | Chinesisch Taipeh |
| Shao Yung Chiang    | 22. November 1984  | Chinesisch Taipeh |
| Fan Hsin Chu        | 8. Juli 1987       | Chinesisch Taipeh |
| Jai Crawford        | 4. August 1983     | Australien        |
| Chin Lung Huang     | 17. Dezember 1988  | Chinesisch Taipeh |
| Shih Chang Huang    | 12. November 1988  | Chinesisch Taipeh |
| Wen Chung Huang     | 20. September 1990 | Chinesisch Taipeh |
| Martyn Irvine       | 6. Juni 1985       | Irland            |
| Murodjon Xolmurodov | 11. Juni 1982      | Usbekistan        |
| Sergei Kudenzow     | 29. September 1978 | Russland          |
| David McCann        | 17. März 1973      | Irland            |
| Kuei Hsiang Peng    | 31. Dezember 1983  | Chinesisch Taipeh |
| Rico Rogers         | 25. April 1978     | Neuseeland        |
| Ryan Sherlock       | 20. Januar 1982    | Irland            |
| Eugen Wacker        | 17. April 1974     | Kirgisistan       |
| Yin Chih Wang       | 21. Oktober 1988   | Chinesisch Taipeh |
| Chia Hong Yang      | 6. April 1984      | Chinesisch Taipeh |

## Platzierungen in UCI-Ranglisten
UCI Asia Tour 2011
|      | Fahrer              | Punkte |
| ---- | ------------------- | ------ |
| 2.   | Murodjon Xolmurodov | 239    |
| 22.  | Rico Rogers         | 102    |
| 27.  | Sergei Kudenzow     | 90,67  |
| 42.  | David McCann        | 75     |
| 44.  | Eugen Wacker        | 68     |
| 126. | Jai Crawford        | 20     |

UCI Europe Tour 2011
|      | Fahrer        | Punkte |
| ---- | ------------- | ------ |
| 512. | David McCann  | 29     |
| 805. | Martyn Irvine | 11     |